# Маркос Рохо
Фаустино Маркос Алберто Рохо (шп. Faustino Marcos Alberto Rojo; 20. март 1990, Ла Плата) аргентински је фудбалер који тренутно игра за Боку јуниорс.

## Биографија
Рохо је каријеру започео у Естудијантесу из Ла Плате, са којим је освојио Копа либертадорес 2009. и играо финале Светског клупског првенства следеће сезоне. Годину и по дана је провео у Спартаку из Москве, затим је у јулу 2012. потписао за Спортинг из Лисабона из кога две године касније за 16 милиона фунти прелази у Манчестер јунајтед. Рохо је у екипи Манчестер јунајтеда провео шест и по година и током тог периода је забележио 123 наступа. Последњи такмичарски меч за клуб је одиграо у новембру 2019. године против Брајтона на Олд Трафорду. Током првог дела 2020. године је био на позајмици у матичном Естудијантесу, али је због проблема са повредом, а потом и пандемије вируса корона, одиграо само један меч у аргентинском шампионату. Вратио се затим у Манчестер али није био лиценциран за наступе у Премијер лиги. Почетком фебруара 2021. је раскинуо уговор са Манчестером након чега је прешао у Боку јуниорс.
За сениорску репрезентацију Аргентине дебитовао је 2011. и од тада је за њу наступао преко 60 пута. Био је део тима који је дошао до финала Светског првенства 2014. у Бразилу. Играо је и четири године касније на Мундијалу у Русији.

## Трофеји

### Естудијантес
- Копа либертадорес (1) : 2009.
- Прва лига Аргентине (1) : 2010. (Апертура)

### Манчестер јунајтед
- ФА куп (1) : 2015/16.
- Енглески Лига куп (1) : 2016/17.
- Комјунити шилд (1) : 2016.
- Лига Европе (1) : 2016/17.